# Infinite (группа)
Infinite (кор. 인피니트; рус. Инфинит; стилизуется INFINITE ) — южнокорейский бойз-бэнд, сформированный в 2010 году компанией Woollim Entertainment. Группа состоит из шести участников: Сонгю, Дону, Ухён, Сонёль, L и Сонджон. Изначально группа из семи человек, Хоя покинул группу в августе 2017 года. Infinite дебютировали 9 июня 2010 года с мини-альбомом First Invasion. 
Их первый студийный альбом Over the Top был выпущен 21 июля 2011 года. Их четвёртый мини-альбом New Challenge, выпущенный 21 марта 2013 года, был продан тиражом более 160 000 копий только в Южной Корее и стал одним из самых продаваемых альбомов 2013 года. Название фан-клуба «INSPIRIT».

## История

### 2010 год: Дебют
Для того, чтобы познакомить зрителей с будущей группой выходит первое шоу Infinite, под названием «Ты мой оппа / You Are My Oppa». Зрителям представили семь молодых людей, которым в скором времени предстоял дебют. В рамках шоу, Infinite исполнили два трека из своего дебютного сингла: «Come Back Again» и «She’s Back».
9 июня 2010 года группа выпускает первый мини-альбом «First Invasion», в который вошли треки, исполненные на шоу.
29 декабря 2010 года, Infinite выпускают второй мини-альбом «Evolution», в которой вошли треки изданного позже дебютного сингла группы.

### 2011–2012: Выпуск сингла и официальный дебют в Японии
7 января 2011 года состоялся релиз сингла группы под названием «BTD ~Before The Dawn~». Infinite так же представила клипы на все три трека.
10 января группа начала промоушен с выступления на сцене музыкального шоу канала M.net «M! Countdown», где Infinite исполнили «Come Back Again».
Так же в марте 2011 года группа выпускает корейский сингл альбом с одноимённым названием их фан-клуба «Inspirit».
Infinite так же представили клип на трек «Nothing’s Over» с которым начали промоушен 17 марта 2011 года. Закончила промоушен группа с треком «Can U Smile». Менсу дебютирует как актёр в японской дораме «Группа особого назначения»
22 июня выходит первая серия второго шоу Infinite "Sesame player Season2/Кунжутная игра Сезон 2". 
21 июля группа выпускает первый студийный альбом, под названием «Over the Top» с заглавным треком «Be Mine». В альбом так же вошли сольные треки SungKyu, WooHyun и совместный трек DongWoo и Hoya.
С треком «Be Mine» группа получила свою первую награду на музыкальном шоу канала M.net «M! Countdown». Выиграв второй раз на следующей неделе они получили «Double Crown» (две победы подряд на «M! Countdown»).
26 сентября 2011 года группа представляет трек «Paradise» и выпускает одноимённый клип. С этой песней Infinite продолжают свой промоушен.
В конце 2011 года выходит третье шоу с участием группы, "Рождение семейства / Birth of a Family "
19 ноября 2011 года группа официально дебютирует в Японии с японской версией сингла «BTD ~Before The Dawn~».
В конце года Infinite делают подарок своим поклонникам выпустив рождественский трек «Lately ~White Confession ~», клип на который снимался в Японии.
Год для группы начался с большого концерта. 11 — 12 февраля на Seoul Olympic Park прошли первые концерты Infinite под названием «Second Invasion». В это время SungKyu и Woohyun дебютируют в мюзикле «Gwanghwamun Sonata», а L продолжает свою актёрскую деятельность, снимаясь в дораме «Заткнись и играй! / Shut Up! Flower Boy Band» .
18 апреля 2012 Infinite выпускают второй японский сингл «Be Mine» . Сингл дебютирует на второй строчке еженедельного чарта Oricon.
Infinite возвращаются на корейскую музыкальную сцену в мае, с третьим мини-альбомом «INFINITIZE» .
Выпустив клип на заглавный трек мини-альбома «The Chaser», группа начинает промоушен. 14 июня 2012 года группе удалось получить «Triple Crown» (три победы подряд на «M! Countdown»).
По завершении промоушена Hoya дебютирует как актёр в дораме «Ответы из прошлого / Reply 1997».
В конце лета Infinite выпускают третий японский сингл «She’s Back».
Летом Woohyun начинает съёмки в дораме «Тысячный мужчина / The Thousandth Man» . В этой же дораме, лидер группы SungKyu сыграет эпизодическую роль.
23 мая началась трансляция нового шоу с участием Infinite — «Король рейтинга / Ranking King». Шоу продлится до середины октября.
7 ноября 2012 года лидер группы SungKyu выпустил свой первый сольный альбом"Another me".SungKyu стал первым участником из группы, который создал свой сольный альбом. JongWan из NELL написал песню «Shine» и подарил эту песню SungKyu как подарок. Во время создания песни «60 seconds» SungKyu работал с Sweetune, в главной роли в клипе был L.Также SungKyu принимал участие в написании слов для песни «41 days».Сольный альбом получил много хороших отзывов, хотя был создан всего за три недели.

### 2013–2014: Дебют подгруппы
Начало 2013 года станет долгожданным дебютом для подгруппы Infinite под названием Infinite H.
В хип-хоп подгруппу, от куда и буква «H» в названии, входят оба рэпера группы ДонУ и Хоя. Парни уже выступали в качестве дуэта на прошедших концертах группы и фанаты с нетерпением ждали их официального дебюта. Осенью 2012, Woollim Entertainment подтвердили слуха и дебют Infinite H назначен на январь 2013 года.
В конце декабря вышло первое концепт.фото Infinite H объявляющее о дебюте дуэта. Перед релизом мини-альбома Infinite H выпустили тизер своей подгруппы и превью из песен альбома.
Релиз дебютного мини-альбома «Fly High» состоялся 11 января. Первое выступление состоялось 10 января на сцене музыкального шоу канала M.net «M! Countdown». Менсу выпускает свой фотобук «L’s Bravo Viewtiful» и через несколько месяцев вторую часть фотобука «L’s Bravo Viewtiful Part 2». Оба фотобука стали бестселлерами и получили очень хорошие отзывы.
21 марта Infinite вернулись на корейскую музыкальную сцену с новым мини-альбомом «New Challenge» и заглавным треком «Man In Love», на который был представлен клип. В тот же день прошло первое выступление Infinite на музыкальном шоу «M!Countdown».
16 июля парни возвращаются с новым синглом «Destiny». Клип к которому снимался в Лос Анджелесе. И входит в список самых дорогих клипов мира. После промоушена ребята отправились в свой первый мировой тур «One great step» Посетив 16 стран и 40 городов.
Спустя два года Infinite, выпускают новое развлекательное шоу под названием «This is INFINITE!». Ребята показали настоящих себя, а также укрепили отношения в группе. Эл снимается в новой дораме «Хитрость одинокой женщины» 21 мая они выпускают свой второй полноформатный альбом «Season 2», где заглавной песней является Last Romeo. Всего альбом включает в себя 13 песен + скрытый трек. Ухен и Сонель играют главные роли в школьной дораме «Hight School». Менсу и Хоя играют в дораме «Слишком прекрасна для меня». 28 июня представитель Woollim Ent. объявил о выпуске репака второго полноформатного альбома «Season 2» под названием «Be Back», также по его сообщениям Infinite покажут некий новый образ, который будет отличаться от их прошлых релизов.

### 2015:Reality

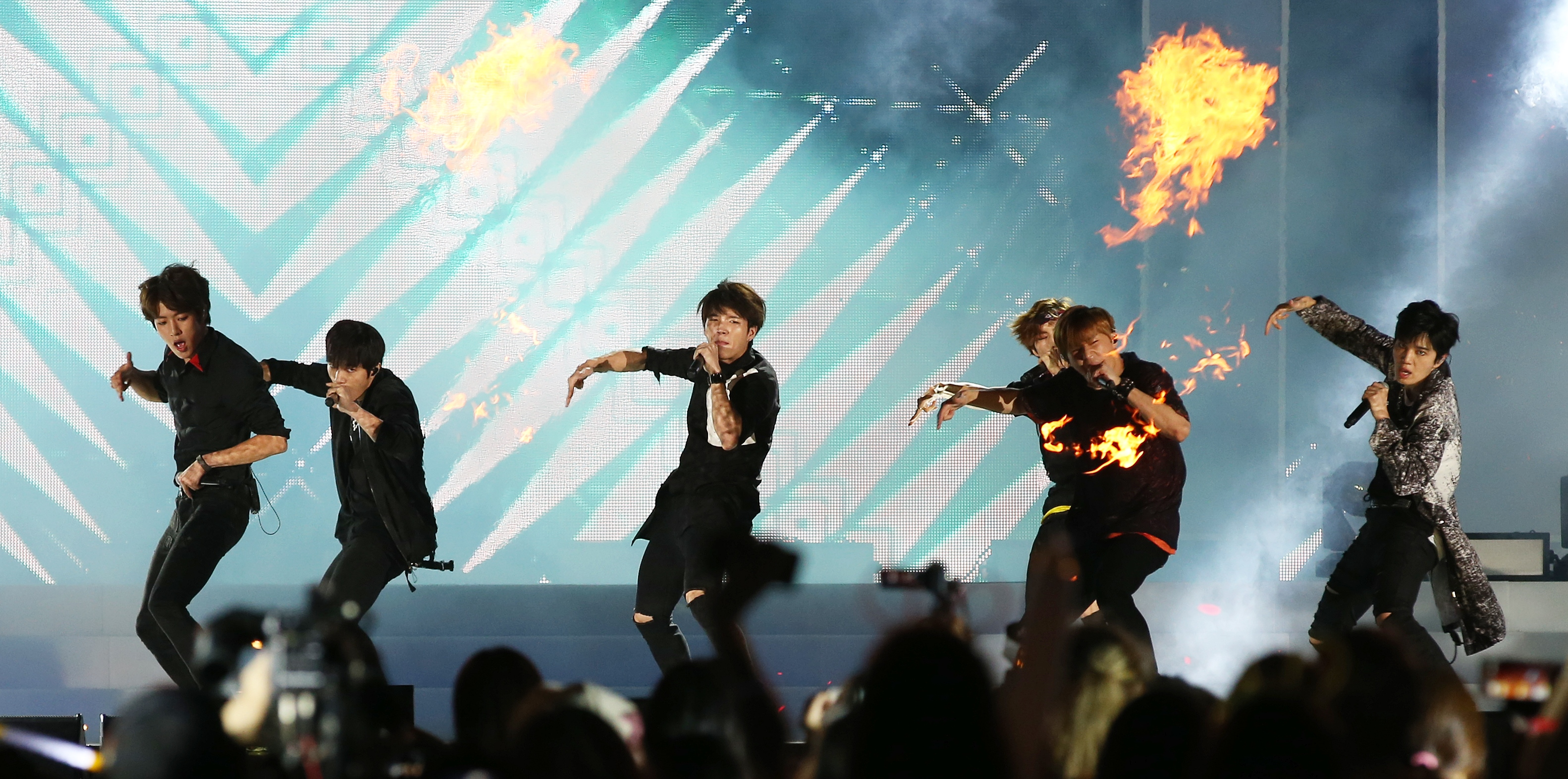
Infinite на летнем фестивале K-Pop 2015

Infinite отправились в свой третий сольный концертный тур по Японии 2015 Japan Tour - Dilemma 1 февраля 2015 года в Фукуоке, Токио, Осаке и Айти. 29 апреля они показали рекламный видеоролик (PV) на 24 Hours. 24 Hours занял третье место в недельном чарте Oricon с 56 266 проданными копиями. 
13 июля Infinite выпустили свой пятый мини-альбом Reality, с заглавным синглом «Bad». 
Группа объявила о своём втором сольном мировом турне 2015 Infinite 2nd World Tour «Infinite Effect» в июле. Два концерта прошли в Сеуле на арене Olympic Stadium 8 и 9 августа.
Реалити-шоу Infinite Showtime Showtime на MBC Every1 стартовало 10 декабря.
16 декабря Infinite выпустили второй японский альбом For You.

### 2016–2018: Infinite Only, уход Хои, и Top Seed
Infinite завершили тур «INFINITE EFFECT» двумя концертами под названием 2015 Infinite 2nd World Tour «Infinite Effect Advance» на гимнастическом стадионе Олимпийского парка в Сеуле с 20 по 21 февраля. С 3 по 8 августа Infinite провели свой летний концерт 2016 Infinite Concert <That Summer 3> на Blue Square в Сеуле Samsung Card Hall. Перед концертом 8 июля они выпустили специальный цифровой сингл «That Summer (The Second Story)». 31 августа 
31 августа Infinite выпустили свой первый японский сборник Best of Infinite. Их шестой мини-альбом альбом Infinite Only вышел 19 сентября, с заглавным синглом «The Eye».
24 мая 2017 года Infinite выпустили свой третий японский альбом Air. 9 июня Woollim Entertainment объявило, что участники Infinite обсуждают продление своих контрактов с лейблом. 28 июня корейские СМИ сообщили, что только 6 из 7 участников продлили свои контракты. 14 июля участник L сообщил в интервью, что участники все ещё положительно обсуждают контракт. 30 августа было объявлено, что Хоя официально покинул группу, решив не продлевать контракт с Woollim Entertainment.
Остальные шесть участников продолжили работать как группа, выпустив свой третий студийный альбом Top Seed в январе 2018 года, с заглавным синглом «Tell Me». Сонгю был зачислен на обязательную военную службу 14 мая.

### 2019–н.в: Военная служба и уход Мёнсу из Woolim
Infinite в составе пяти участников выпустили цифрового сингла «Clock» 13 февраля 2019 года. 
В 2019—2020 гг. в деятельности группы был перерыв, так как участники отправились проходить обязательную в Южной Корее военную службу. Сонёль был зачислен в армию 26 марта 2019 года, а Дону — 15 апреля. Сонджон и Ухён поступили на службу в качестве государственных служащих 22 июля и 24 октября 2019 года. Ухён не смог служить в армии из-за травмы плеча в 2014 году. Он выпустил свой второй цифровой сингл 3 ноября 2020 г. в качестве подарка фанатам во время службы. 
Эксклюзивный контракт Мёнсу с Woollim Entertainment истёк 18 августа 2019 года. На следующий день L загрузил написанное от руки письмо в свой Instagram, в котором объяснял своё решение покинуть компанию, и что он продолжит быть участником группы.
Сонгю завершил военную службу 8 января 2020 года и после увольнения провёл небольшой фан-митинг.
Сонёль официально завершил военную службу 27 октября 2020 г.
Дону вернулся из армии 15 ноября. 
В феврале 2021 года Мёнсу заступил на обязательную военную службу. 5 августа 2021 года Ухён завершил службу.

## Состав группы
| Сценический псевдоним | Сценический псевдоним | Настоящее имя | Настоящее имя | Дата рождения | Позиция в группе                         |
| Основной              | Другой                | На русском    | Хангыль       | Дата рождения | Позиция в группе                         |
| --------------------- | --------------------- | ------------- | ------------- | ------------- | ---------------------------------------- |
| Сонгю                 | Sung-kyu              | Ким Сон Гю    | 김성규        | 28.04.1989    | Лидер, ведущий вокалист.                 |
| Дону                  | Dongwoo               | Чан Дон У     | 장동우        | 22.11.1990    | Главный рэпер, ведущий танцор, вокалист. |
| Ухён                  | Woohyun               | Нам У Хён     | 남우현        | 08.02.1991    | Главный вокалист.                        |
| Сонёль                | Sungyeol              | Ли Со Нёль    | 이성열        | 27.08.1991    | Вокалист.                                |
| Эл/Эль                | L                     | Ким Мён Су    | 김명수        | 13.03.1992    | Ведущий вокалист, лицо группы.           |
| Сонджон               | Sungjong              | Ли Сон Джон   | 이성종        | 03.09.1993    | Вокалист, макнэ.                         |

### Бывшие участники
| Сценический псевдоним | Сценический псевдоним | Настоящее имя | Настоящее имя | Дата рождения | Позиция в группе                         |
| Основной              | Другой                | На русском    | Хангыль       | Дата рождения | Позиция в группе                         |
| --------------------- | --------------------- | ------------- | ------------- | ------------- | ---------------------------------------- |
| Хоя                   | Hoya                  | Ли Хо Вон     | 이호동        | 28.03.1991    | Главный танцор, ведущий рэпер, вокалист. |

## Дискография
| Корейские альбомы Студийные альбомы Over the Top (2011) Season 2 (2014) Top Seed (2018) Мини-альбомы First Invasion (2010) Evolution (2011) Infinitize (2012) New Challenge (2013) Reality (2015) Infinite Only (2016) | Японские альбомы Студийные альбомы Koi ni Ochiru Toki (2013) For You (2015) Air (2017) |  |

## Фильмография

### Телевизионные шоу
- You're My Oppa (2010, Mnet)
- Japan Days Of Infinite (2010, Mnet)
- Sesame Player (2011, Mnet)
- Birth Of A Family (2012, KBS)
- Ranking King (2012, Mnet)
- Infinite Busan Wish Travel (2012, TrunQ Korea )
- 10 Days In Japan Story (2013, Mnet)
- This Is Infinite (2014, Mnet)
- Infinite's Showtime (2015-2016, MBC Every1)

## Туры

### Хэдлайнеры
Мировые туры
- 2013 Infinite 1st World Tour "One Great Step" (2013–2014)
- 2015 Infinite 2nd World Tour "Infinite Effect" (2015–2016)

Японские туры
- Infinite Japan 1st Live "Leaping Over" (2011)
- Infinite 2012 1st Arena Tour in Japan Second Invasion Evolution Plus (2012)
- 2015 Infinite Japan Tour — DILEMMA (2015)

Концерты
- 2012 Infinite Concert "Second Invasion" (2012)
- 2012 Infinite Concert "That Summer"[21]
- 2014 Infinite Concert "That Summer" 2[22]
- 2016 Infinite Concert "That Summer" 3 (Корея и Япония)